# The Other

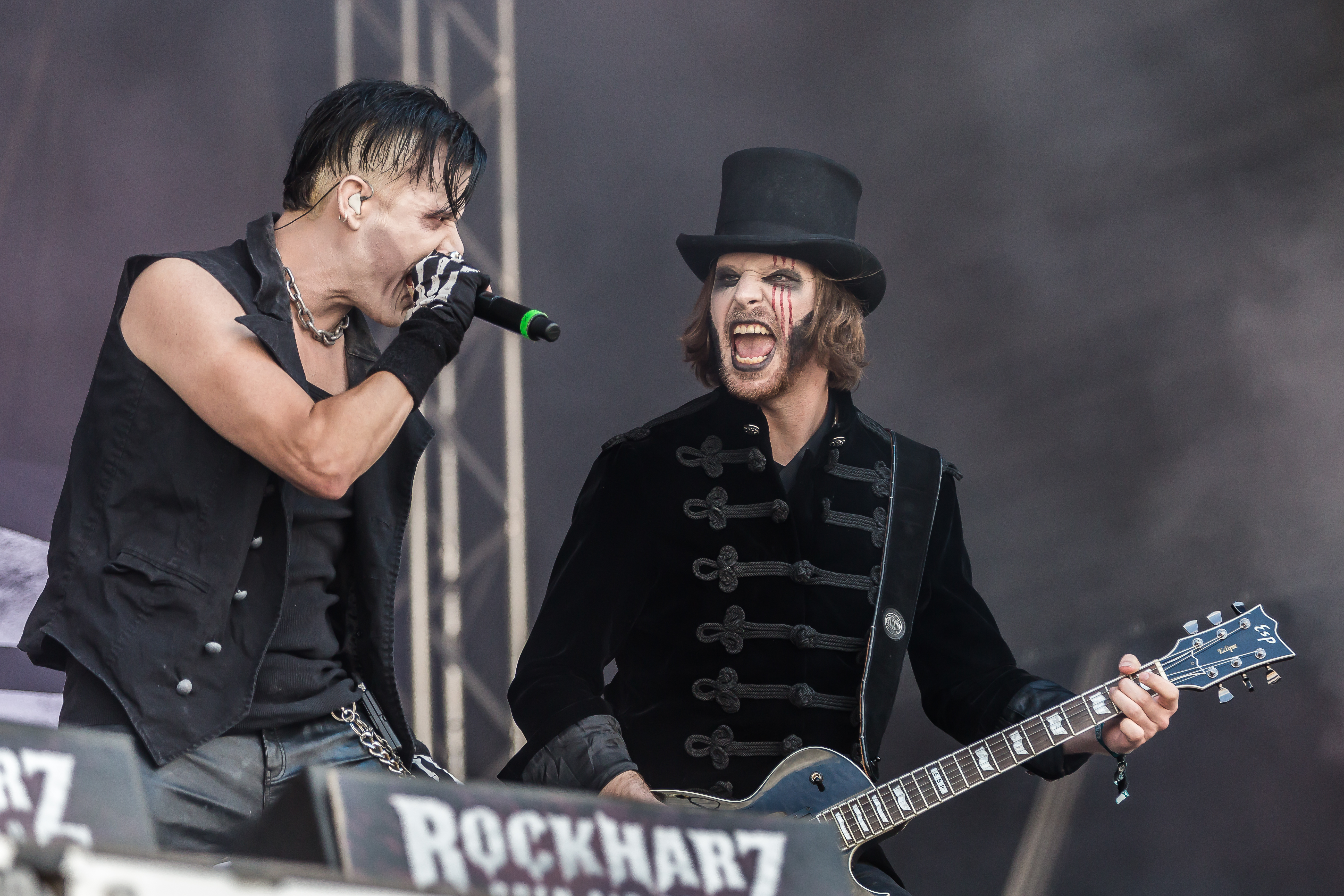
Sänger Rod Usher und Gitarrist Ben Crowe auf dem Rockharz 2018

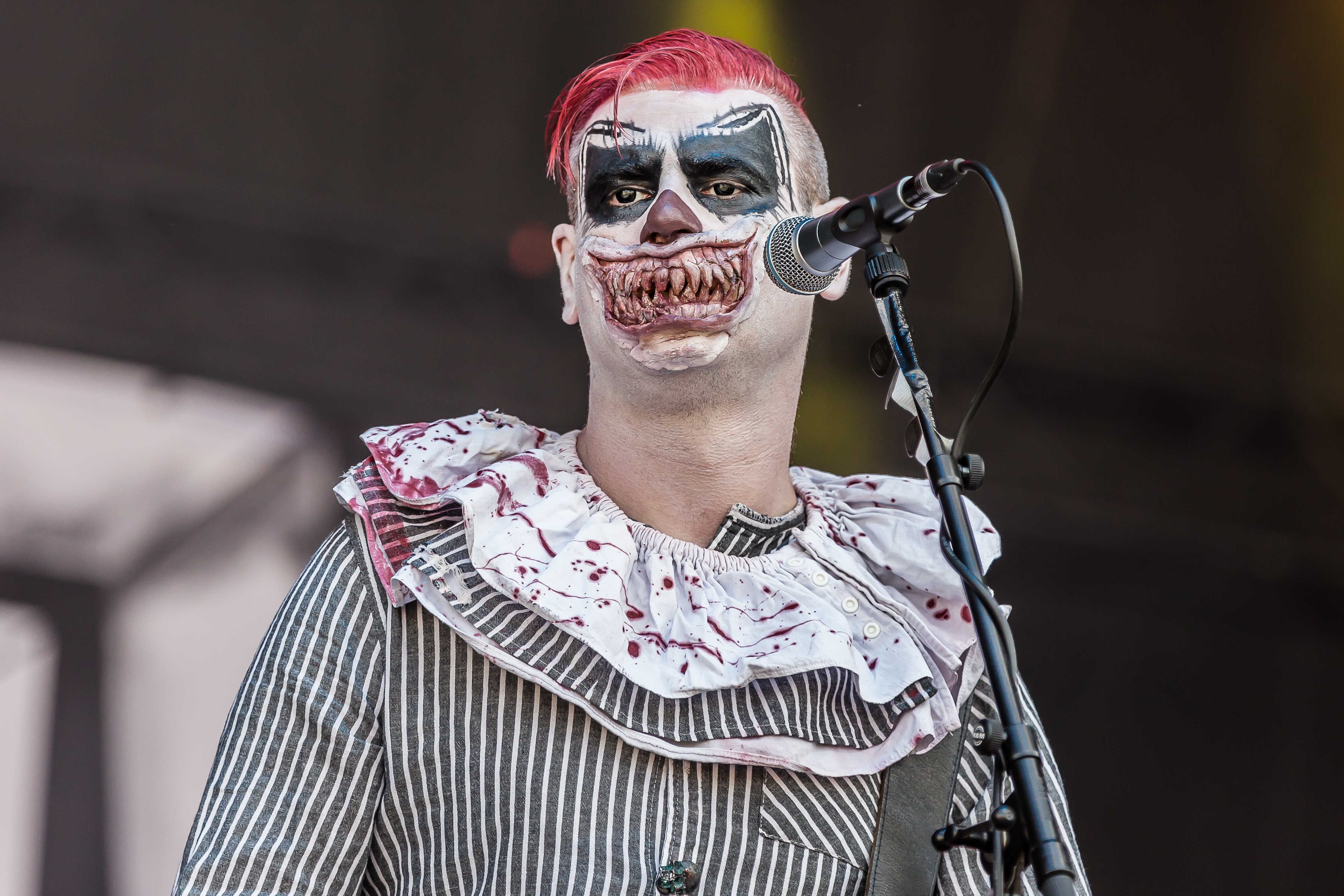
Bassist Chris Cranium auf dem Rockharz 2018

The Other ist eine 2002 gegründete Horrorpunk-Musikgruppe aus Nordrhein-Westfalen. The Other gelten als die bekanntesten Vertreter des Genres Horrorpunk in Europa. Der Bandname bezieht sich auf „Das Fremde“ oder „Das Unbekannte“ und entstammt der Literaturwissenschaft und der Psychologie (siehe etwa Unheimlich).

## Bandgeschichte
Die Band wurde 2002 in Leichlingen gegründet. Bereits seit 1999 waren Rod Usher, Sarge von Rock, Dr. Caligari und Andy Only als Misfits-Coverband unter dem Namen Ghouls aktiv. Sänger Rod Usher war davor zudem noch Gitarrist in der Sludge-Band Forced to Decay. The Other konnten sich durch ihre Grusel-Outfits und die passende Attitüde, inspiriert durch alte B-Horror-Filme, schnell einen Namen in der Punk- und Deathrock-Szene machen.
Nach der Veröffentlichung des Debütalbums They're Alive! spielte die Band als Vorgruppe für die Misfits, Wednesday 13, Balzac und The 69 Eyes. Im Jahre 2006 erschien das zweite Album We Are Who We Eat, und festigte den Status der Band. Zwei Deutschland-Touren und Konzerte mit Bela B., Wednesday 13, den Meteors, The Cult, The Damned, The Bones und weiteren populären Bands folgten. Der erste Besetzungswechsel bei The Other erfolgte im Dezember 2006, als Bassist und Gründungsmitglied Andy Only ausstieg. Der ehemalige Roadie der Band, Migore Drake, wechselte als festes Mitglied an den Bass.
Im Januar 2007 waren The Other erstmals in den USA auf Tour. Im September 2007 erschien mit „Tales of The Other“ der erste Comic der Band im Weissblech-Verlag, der die Geschichte der von den Bandmitgliedern verkörperten Charaktere behandelt. Dieser Comic stammt vom Autor und Zeichner Levin Kurio sowie dem Zeichner Rainer F. Engel. Weiterhin wurde 2007 das erste Musikvideo der Band gedreht, unter Mitwirkung der damaligen Pornodarstellerin Leonie Saint.
Mit The Place to Bleed wurde im Mai 2008 das dritte Album von The Other veröffentlicht, das sich musikalisch härter zeigte, als die Vorgängeralben. Anschließend war die Band auch auf großen Festivals wie dem M’era Luna Festival oder Wave-Gotik-Treffen zu sehen, und man bespielte eine Tour mit den damaligen Labelkollegen Blitzkid.
Im Jahre 2009 gaben The Other eine eingeschränkte Live-Pause bekannt, um am Material für das vierte Album und dem zweiten Teil ihres Comics zu arbeiten. Trotzdem wurden einige Festivalgigs für Open Airs wie Amphi Festival, Summer Breeze, Force Attack, Endless Summer Open Air und weitere bestätigt. Außerdem entstanden Coversongs von „Like the 309“ von Johnny Cash und dem The-Damned-Klassiker „Love Song“.
2010 verließen The Other das Label Fiend Force Records, von Sänger Thorsten Wilms 2003 als reines Horrorpunklabel und Heimat für die eigene Band ins Leben gerufen, und unterschrieben bei SPV. Das vierte Album „New Blood“ erschien am 21. Mai 2010 in Europa und am 31. August 2010 in Nordamerika und konnte erneut wohlwollende Rezensionen der Musikpresse verbuchen. Erstmals konnten The Other nun auch Alice Cooper begleiten, der laut Sänger Rod Usher großen Einfluss auf die Musik der Band hatte. Als erste Horrorpunkband traten The Other im August 2010 zudem auf dem Wacken Open Air auf.
Im Dezember desselben Jahres verließ Bassist Migore Drake wegen Terminkonflikten die Band. Neuer Bassist und Hintergrundsänger wurde Viktor Sharp, der, genau wie seine beiden Vorgänger, aus dem Umfeld der Band stammte. 2011 wurde die Band während des Wave-Gotik-Treffens von dem Dokumagazin Planetopia des deutschen Senders Sat.1 begleitet. Die Sendung stellte die Horrorpunk-Szene vor und zeigte Ausschnitte aus dem Bandalltag. Weiterhin erschien 2011 der vierte Teil der Splatter-Serie „Violent Shit“ des Underground-Regisseurs Andreas Schnaas, in dem The Other als Gaststars agierten.
Von März bis April 2012 begab sich die Band wieder ins Studio, um an neuem Material zu arbeiten. Das neue Album The Devils You Know erschien am 15. Juni 2012, die erste Single daraus war Puppet on a String.
Parallel zu dem neuen Album erschien auch der zweite Comic der Band, Der Fluch des Kultes, von Zeichner Schwarwel bei Panini Comics.
Am 31. Oktober 2012 feierte die Band ihr 10-jähriges Bestehen auf dem Abschlusskonzert der Hellnights-Tour, zusammen mit Blitzkid und den Bloodsucking Zombies from Outer Space.
Im Mai 2013 verließ Gitarrist und Gründungsmitglied Sarge von Rock die Band. Da der Ausstieg seit Anfang des Jahres bekannt war, wurden im direkten Anschluss zwei neue Gitarristen, Ben Crowe und Jack Saw, in die Band aufgenommen, die ihr erstes Konzert mit der Band als Tages-Headliner beim Wave-Gotik-Treffen in Leipzig spielten. 2014 verließen Bassist Viktor Sharp und Neu-Gitarrist Jack Saw die Band, um sich eigenen Projekten in anderen musikalischen Richtungen zu widmen, und wurden durch Aaron Torn am Bass und Pat Laveau an der Gitarre ersetzt.
Zur Veröffentlichung des neuen Albums Fear Itself im Juni 2015 gab Rod Usher in Interviews an, dass diese Phase der Band die schwerste in ihrer Historie war und die verbleibenden Gründungsmitglieder Usher und Caligari sich mit dem Gedanken trugen, die Band aufzulösen. Stattdessen wagte man mit Fear Itself einen Neuanfang. Das neue Album stellte man auf Festivals vor und absolvierte im Oktober 2015 eine Tour zusammen mit Christian Death, Nim Vind, sowie Argyle Goolsby and the Roving Midnight. Im November schloss sich eine Headliner-Tour durch England an, unter anderem zusammen mit Al B. Damned als Support. Nach einigen vereinzelten Auftritten Anfang 2016 folgte schließlich ab März die zweite US-Tour, welche die Band durch sieben Staaten im Südwesten der USA führte. Auf dieser Tour spielte die Band unter anderem im legendären Whisky a Go Go in West Hollywood. Ende Juni 2016 verließ Aaron Torn die Band, um musikalisch andere Wege zu gehen. An seine Stelle trat Chris Cranium. Am 19. September 2016 gab die Band auf ihrer Facebook-Seite bekannt, mit den Arbeiten zu einem 7. Studioalbum begonnen zu haben.
Am 20. Oktober 2017 wurde das Album Casket Case veröffentlicht, das es auch als Sonderedition in einer Sargbox gibt. Anschließend ging es direkt auf Tour durch Deutschland, die am 31. Oktober 2017 in der Live Music Hall in Köln ihren Abschluss fand.
Das Unplugged-Konzert am 9. Februar 2019 in Düsseldorf war der letzte Auftritt mit Chris Cranium. Seit dem TV-Konzert in Bielefeld am 23. Februar 2019 ist Aaron Torn wieder zurück am Bass.
Am 11. Februar gaben The Other ein Unplugged-Konzert im Pitcher in Düsseldorf. Das Konzert war das letzte Konzert von Dr. Caligari und Pat Laveau.
Timeline

## Diskografie

### Alben
- 2004: They’re Alive!
- 2006: We Are Who We Eat
- 2008: The Place to Bleed
- 2010: New Blood
- 2012: The Devils You Know
- 2015: Fear Itself
- 2017: Casket Case
- 2020: Haunted

### Demos
- 2003: Let There Be Hell

### Musikvideos
- 2007: Lover’s Lane
- 2012: Puppet on a String
- 2015: Dreaming of the Devil
- 2017: End of Days
- 2017: She’s a Ghost
- 2017: Dead. And. Gone
- 2018: What It’s Like to Be a Monster
- 2020: We´re all dead
- 2020: Dead to you - Dead to me
- 2020: Turn it louder